# Гарднер, Джеймс Алан
Джеймс Алан Гарднер  (англ. James Alan Gardner; род. 10 января 1955) — канадский писатель, автор научно-фантастических произведений.

## Биография
Родился в Брэдфорде (Bradford) в канадской провинции Онтарио.
В детские годы жил в Брэдфорде и Симкои (Simcoea). Получил степень Бакалавра, а затем Магистра прикладной математики в Университете Ватерлоо (англ. University of Waterloo).
В настоящее время живёт в Китченер-Ватерлоо.

## Произведения

### Романы
- «Отряд обреченных»(1997)
- «Час Предназначения»(1998)
- «Vigilant»(1999)
- «Hunted»(2000)
- «Планета бессмертных» (2001)
- «Trapped»(2002)
- «Radiant»(2004)
- «Lara Croft and the Man of Bronze»(2004)
- «Пламя и пыль»

### Повести, рассказы
- «Три слушания по делу о наличии змей в крови человека»